# Milan Lišaník
Milan Lišaník (7. března 1951, Otrokovice – 14. září 2005) byl československý fotbalista, obránce.

## Fotbalová kariéra
Odchovanec Otrokovic hrál v lize za TŽ Třinec, TJ Jednota Trenčín a TJ Vítkovice. Získal ligový titul v sezóně 1985/86 s Vítkovicemi. Nastoupil v 227 ligových utkáních a dal 8 gólů. V nižší soutěži hrál i za TJ VP Frýdek-Místek.

## Ligová bilance
| Ročník                                   | Zápasy | Góly | Klub                |
| ---------------------------------------- | ------ | ---- | ------------------- |
| 1. československá fotbalová liga 1974/75 | 24     | 0    | TJ TŽ Třinec        |
| 1. československá fotbalová liga 1975/76 | 26     | 0    | TJ TŽ Třinec        |
| 1. československá fotbalová liga 1977/78 | 15     | 0    | TJ Jednota Trenčín  |
| 1. československá fotbalová liga 1978/79 | 26     | 0    | TJ Jednota Trenčín  |
| Česká národní fotbalová liga 1980/81     | -      | -    | TJ Vítkovice        |
| 1. československá fotbalová liga 1981/82 | 24     | 1    | TJ Vítkovice        |
| 1. československá fotbalová liga 1982/83 | 27     | 1    | TJ Vítkovice        |
| 1. československá fotbalová liga 1983/84 | 28     | 2    | TJ Vítkovice        |
| 1. československá fotbalová liga 1984/85 | 27     | 2    | TJ Vítkovice        |
| 1. československá fotbalová liga 1985/86 | 30     | 2    | TJ Vítkovice        |
| Česká národní fotbalová liga 1987/88     | 10     | 0    | TJ VP Frýdek-Místek |
| CELKEM 1. liga                           | 227    | 8    |                     |